# Kirche Tetta

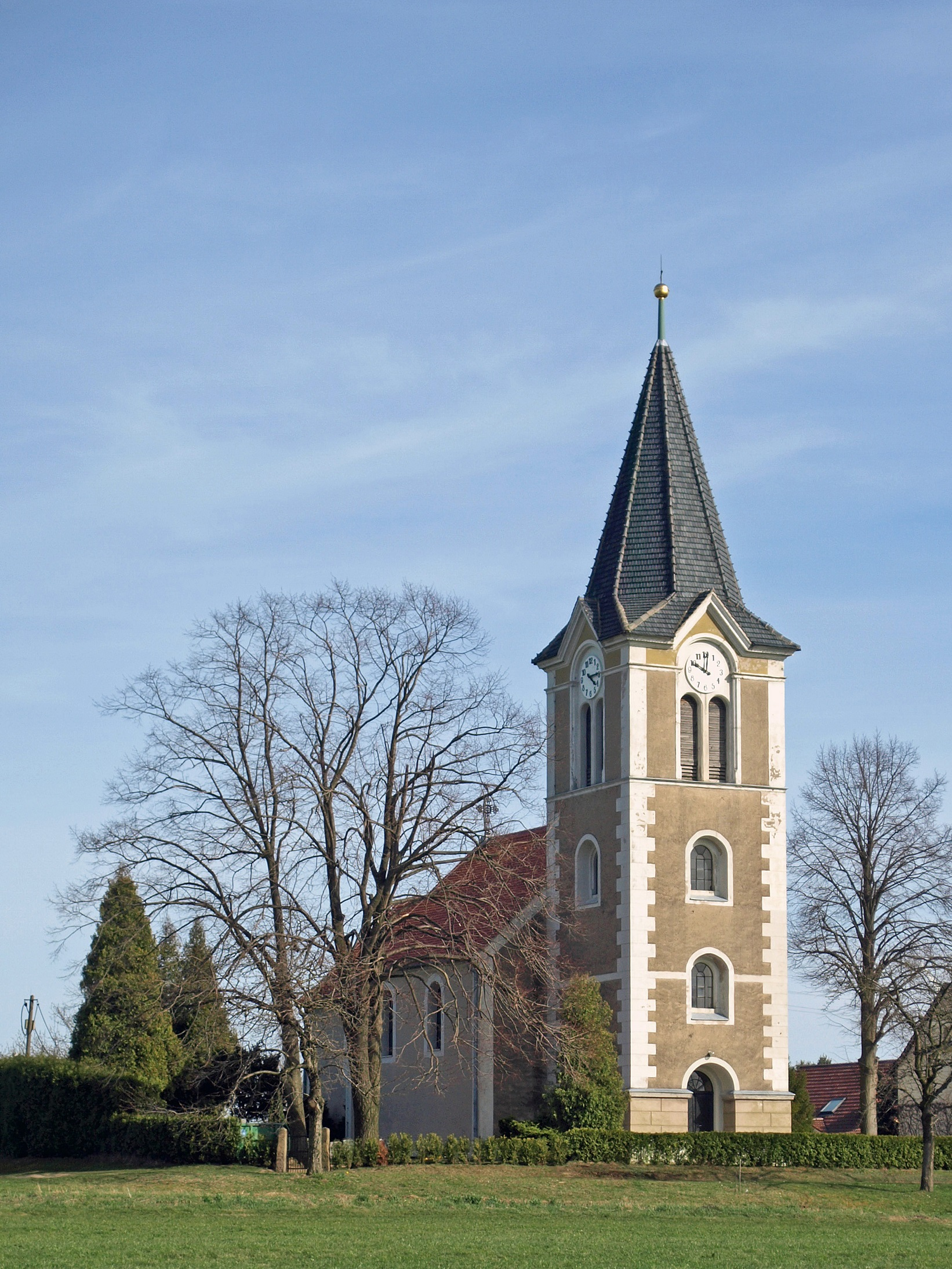
Kirche Tetta (2015)

Die Kirche Tetta ist das Kirchengebäude im Ortsteil Tetta der Gemeinde Vierkirchen im Landkreis Görlitz in der sächsischen Oberlausitz. Es gehört der Kirchengemeinde Buchholz im Pfarrsprengel Waldhufen-Vierkirchen des Kirchenkreises Schlesische Oberlausitz, der Teil der Evangelischen Kirche Berlin-Brandenburg-schlesische Oberlausitz ist. Das Gebäude steht unter Denkmalschutz.
In der Kirchgemeinde Krischa-Tetta wurde bis Anfang des 20. Jahrhunderts auch auf Sorbisch gepredigt. An der Kirchenmauer befindet sich der zweisprachige Grabstein des Pfarrers Georg Moritz Broske (Jurij Brósk), der hier bis 1902 wirkte.

## Architektur und Geschichte

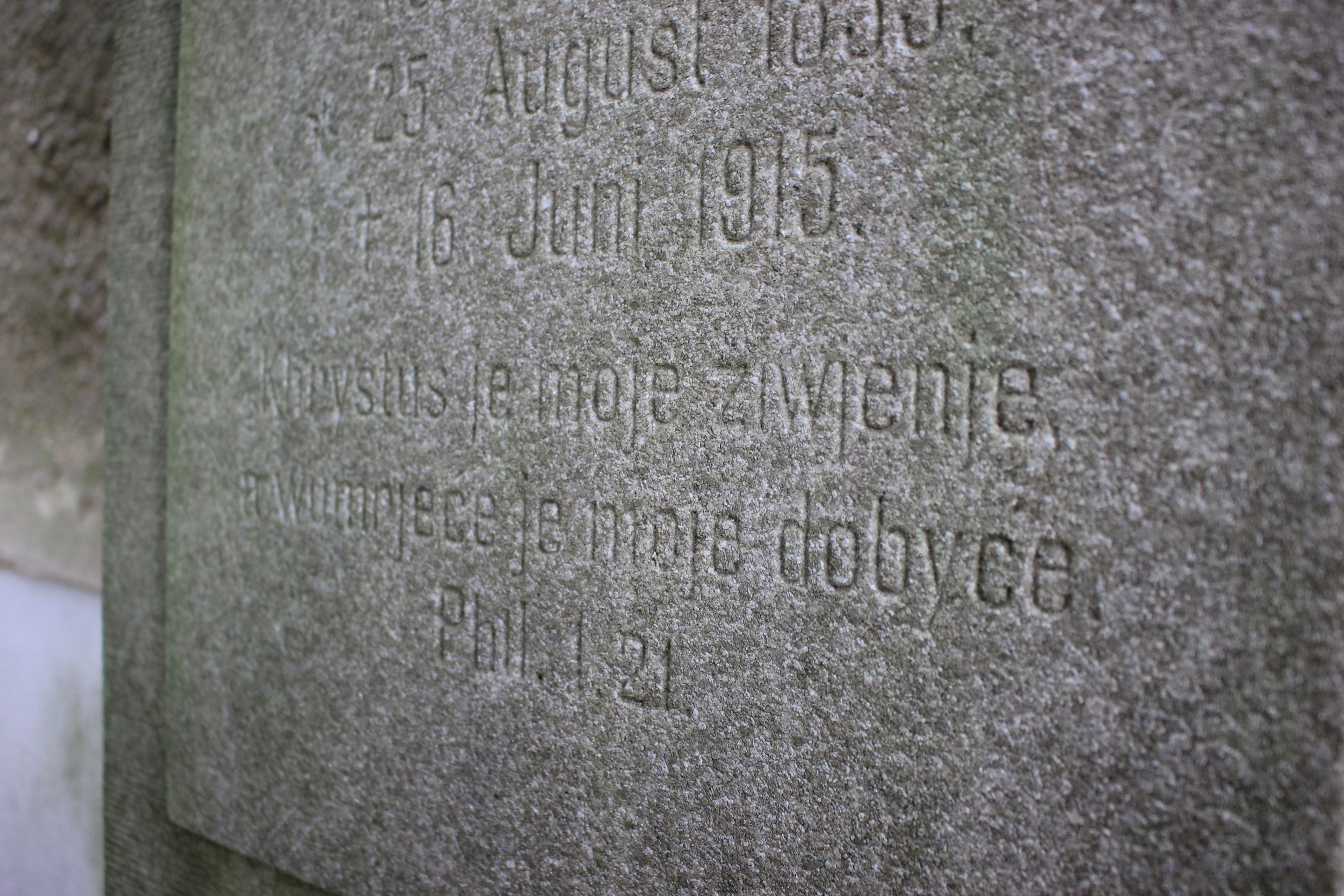
Sorbische Inschrift am Grabstein von Pfarrer Broske an der Außenwand der Kirche

Die Kirche in Tetta wurde um 1900 auf den Grundmauern einer Kapelle aus dem 13. Jahrhundert gebaut. Der verputzte Bau aus Bruchsteinmauerwerk im neugotischen Stil hat ein fast quadratisches Langhaus und einen eingezogenen, gerade geschlossenen Altarraum. Die Kirche hat Rundbogenfenster mit weiß geputzten Gewänden und Satteldächer mit Fledermausgauben auf der Südseite. An der Südwand ist eine kleine Vorhalle mit Eingang zum Langhaus angebaut. Der Westturm ist quadratisch und hat einen Sockel mit Quaderputz, bis zur Firsthöhe des Langhauses ist der Turm mit einer abgesetzten Eckquaderung versehen. Das oberste Turmgeschoss hat rundbogige Schallöffnungen und Turmuhren in rundbogigen Blenden und kleine Spitzgiebel an allen Seiten, darüber ist ein achtseitiger Spitzhelm aufgesetzt.
Innen hat die Kirche eine flache Decker mit farbiger Ornamentbemalung. Langhaus und Altarraum sind durch einen runden Triumphbogen getrennt. An der Nord-, Süd- und Westseite stehen schliche Emporen aus Holz. Zur Ausstattung gehört ein neugotischer Holzaltar mit Flachschnitzereien und Fialen an den Seiten und einem mittigen Kruzifix. An dessen Seiten befinden sich auf das Jahr 1901 datierte Kopien spätgotischer Gemälde der Apostel Simon Petrus und Johannes. Der Orgelprospekt mit Schnitzereien wurde Ende des 17. oder Anfang des 18. Jahrhunderts gebaut, darin befindet sich eine Orgel von Orgelbau A. Schuster & Sohn von 1914. An der Chorsüdwand hängt ein Gemälde mit der Beweinung Christi.